# Jean-Michel Lamarre
Pour les articles homonymes, voir Lamarre.
Jean-Michel Lamarre, né le 8 août 1944 à Đà Lạt au Viêt Nam, est un astrophysicien français. 

## Biographie
Jean-Michel Lamarre est ingénieur diplômé en 1968 de l’École nationale supérieure de l'aéronautique et de l'espace (Sup'Aéro).
Il mène les premières observations dans l'infrarouge du noyau de la comète de Halley depuis la sonde spatiale Vega 1. 
Il est co-responsable du télescope de 2 mètres PRONAOS embarqué en ballon stratosphérique qui a permis la première mesure de la partie submillimétrique de l'Effet Sunyaev-Zel'dovich. 
L'un des promoteurs historiques de la mission spatiale Planck, il est, avec ses collègues de l’Institut d'astrophysique spatiale (IAS) et de l’Institut d'astrophysique de Paris (IAP) à l’origine, du module HFI du satellite Planck. Il est le scientifique responsable de l’instrument,, au sein de ce projet. En 2018, le projet Planck a reçu le Prix Peter-Gruber de cosmologie.
De 2002 à 2007, il est directeur du Laboratoire d'études du rayonnement et de la matière en astrophysique et atmosphères (LERMA), à l’observatoire de Paris. Il y dirige plusieurs thèses.
Il est cosignataire en 2012 d'une lettre dénonçant l'affaire Bogdanoff.